# ريتشارد إي. بروكس
ريتشارد إي. بروكس (بالإنجليزية: Richard E. Brooks)‏ هو نحات أمريكي، ولد في 1865 في برينتري في الولايات المتحدة، وتوفي في 2 مايو 1919 في بوسطن في الولايات المتحدة.

## معرض صور

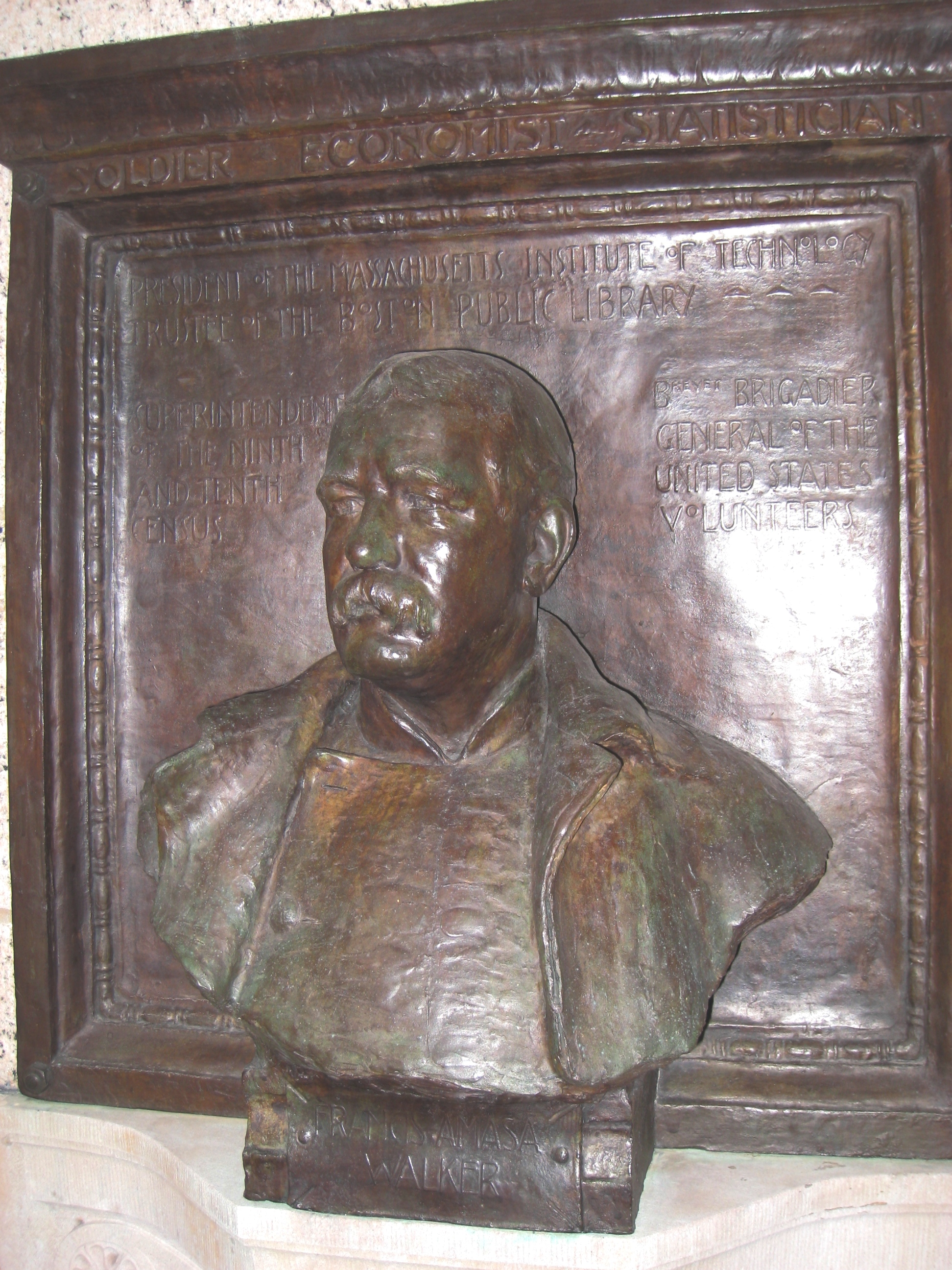
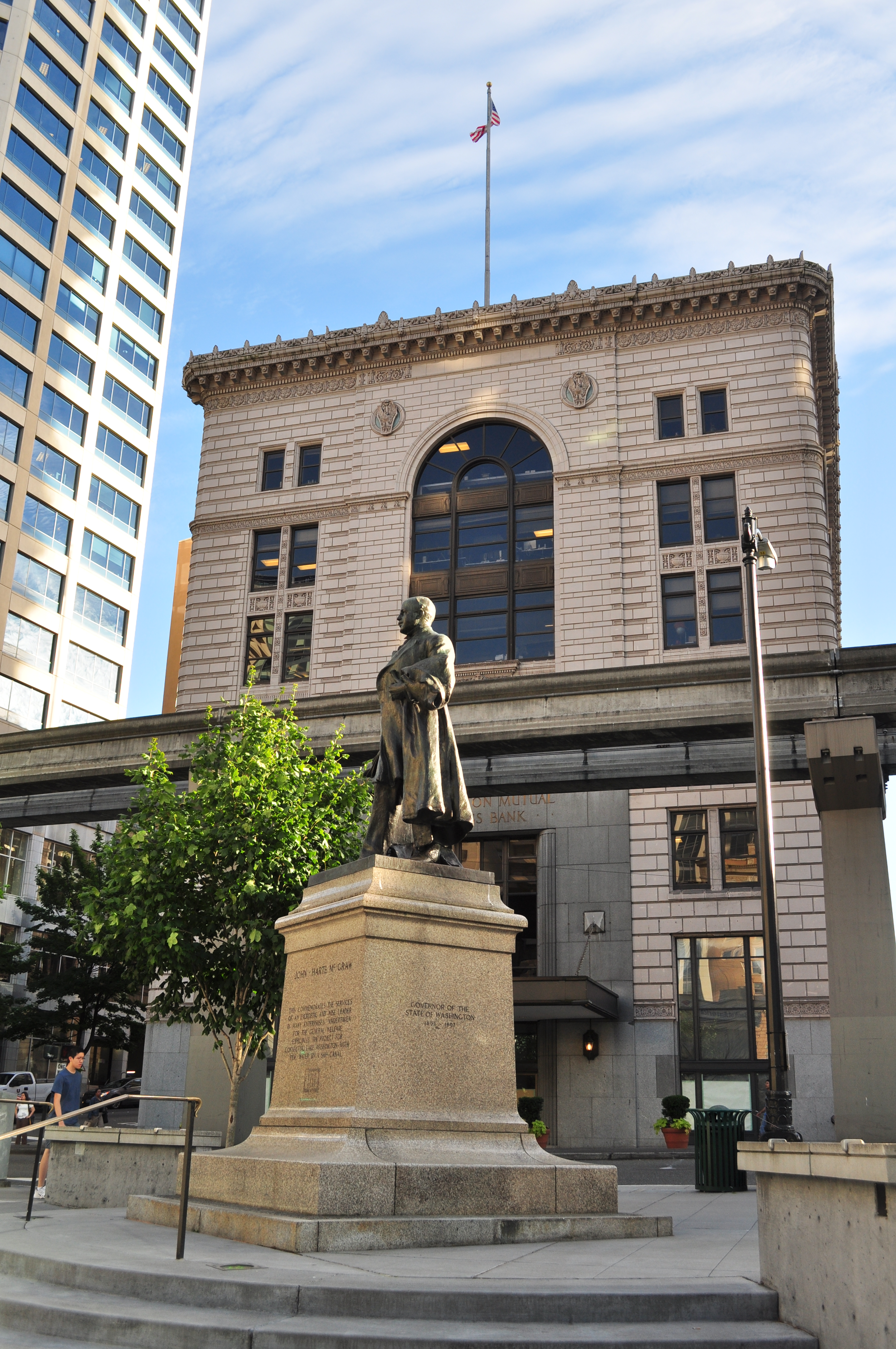
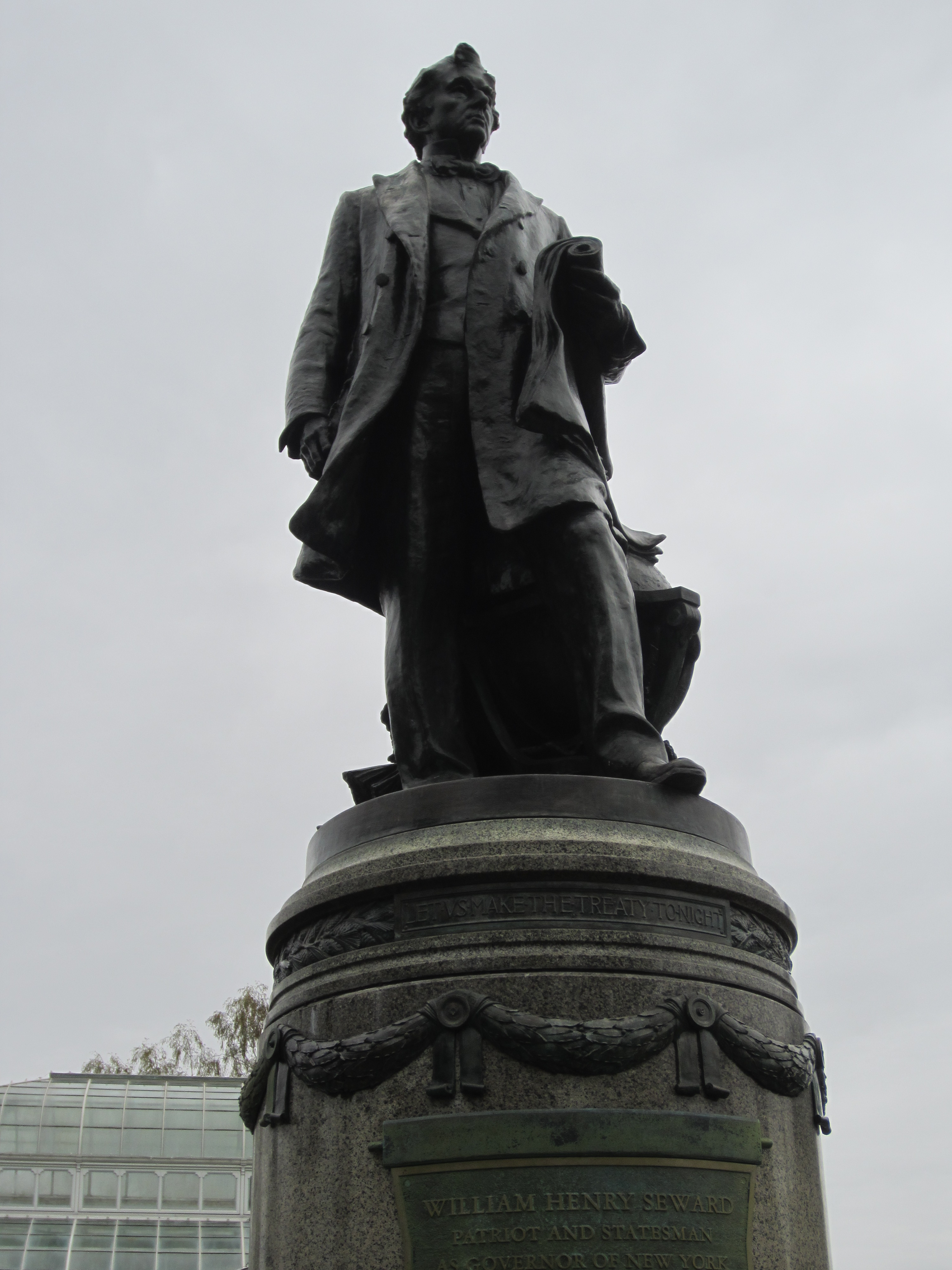
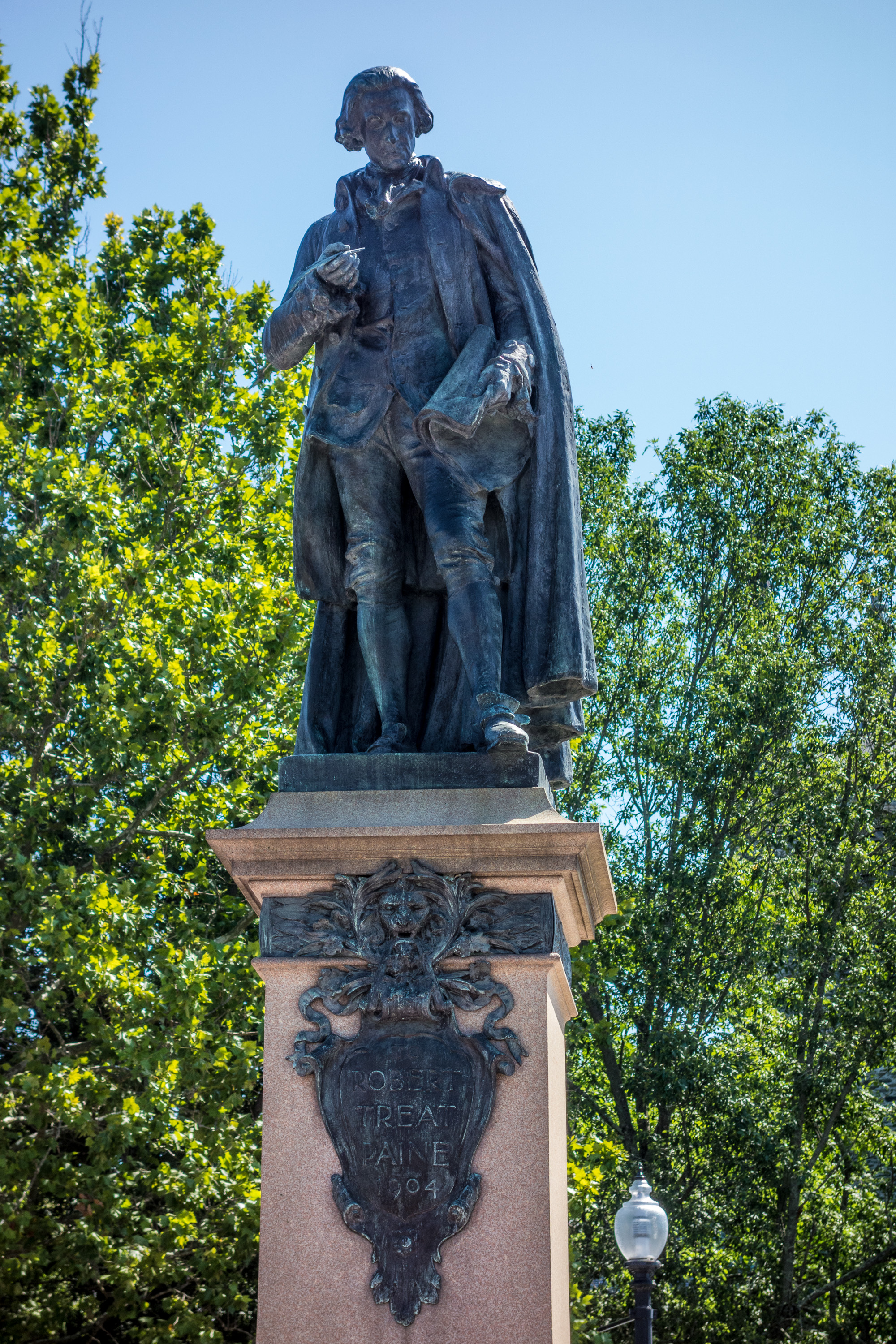